# Meteorium speciosum
Meteorium speciosum là một loài Rêu trong họ Meteoriaceae. Loài này được (Dozy & Molk.) Mitt. miêu tả khoa học đầu tiên năm 1859.